# Nicolae Lupu (politician)
Nicolae Lupu  (n. 4 noiembrie 1876, (Arsura, jud. Vaslui) – d. 1947) a fost un politician român, de profesie medic, activ în Partidul Țărănesc (PȚ), apoi membru în conducerea Partidul Național-Țărănesc (PNȚ). S-a separat de PNȚ în două rânduri, constituind mai întâi în 1927 o aripă dizidentă de stânga, numită Partidul Țărănesc (PȚ). Această primă separare a fost cauzată de faptul că Nicolae Lupu considera că după fuziunea dintre Partidul Țărănesc (PȚ) și Partidul Național Român din Ungaria și Transilvania (PNR) în octombrie 1926, cauza țărănilor nu va mai fi la fel de bine reprezentată, întrucât membrii fostului Partid Țărănesc (PȚ) primiseră mai puține locuri în cadrul noului partid. Totuși, datorită faptului că principiile fundamentale ale Partidului Țărănesc (PȚ) condus de el erau în mare măsură aceleași cu principiile susținute de Partidul Național-Tărănesc (PNȚ), Nicolae Lupu se întoarce în partid în anul 1934. În 1946, Nicolae Lupu a părăsit Partidul Național-Țărănesc (PNȚ) și a format Partidul Țărănesc Democrat (PȚD), formațiune care s-a coalizat ulterior cu Partidul Comunist Român (PCR). Nicolae Lupu a părăsit Partidul Național-Țărănesc (PNȚ) în semn de protest împotriva politicii sale anti-sovietice. În contextul creșterii influenței comuniștilor, doctorul Lupu s-a lansat într-o campanie de critici la adresa lui Iuliu Maniu. Lupu i-a cerut președintelui țărănist să se retragă de la conducerea partidului și să-i lase lui locul, pentru a reorienta partidul spre stânga. Maniu nu a fost de acord, ceea ce a determinat ruperea grupării Lupu și înființarea Partidului Țărănesc Democrat (PȚD). Nicolae Lupu a decedat în urma unui atac cardiac în anul 1947. 
A fost fratele mai mare al academicianului Nicolae Gh. Lupu.